# Jörn-Uwe Fahrenkrog-Petersen
 (juin 2011).
Si vous disposez d'ouvrages ou d'articles de référence ou si vous connaissez des sites web de qualité traitant du thème abordé ici, merci de compléter l'article en donnant les références utiles à sa vérifiabilité et en les liant à la section « Notes et références ».
Jörn-Uwe Fahrenkrog-Petersen, né à Berlin, est un claviériste et compositeur allemand, connu pour son travail avec le groupe de rock allemand Nena. 

## Biographie
Il a d'abord joué dans un groupe appelé Odessa en 1980 avec le bassiste Jürgen Dehmel puis avec ce dernier rejoint Nena en 1981. Il restera dans le groupe jusqu'à sa séparation en 1987. 
Il s'installe alors à New York où il forme le groupe VoodooX (en tant que claviériste et choriste) avec Jean Beauvoir (anciennement de The Plasmatics et Disciples Little Steven's of Soul). Ils sortent un unique album en 1989, The Awakening. A la séparation du groupe, il rentre à Berlin. 
En 2001, il compose la bande originale du film Tous les hommes de la Reine et, en 2002, la bande originale du film Igby Goes Down. 
Il est également régulièrement dans divers projets de télévision en Allemagne[réf. nécessaire].  
En 2006, il produit une partie de l'album de la chanteuse Kim Wilde, Never Say Never, qui atteint le top 20 dans la plupart des pays européens[réf. nécessaire] et, en mai 2011, rejoint en tant que producteur Thomas Anders du duo allemand Modern Talking. Ils sortent ensemble le single Gigolo le 27 mai, suivi par l'album Two sorti le 10 juin 2011.